# 3200メートルリレー走
3200メートルリレー走（さんぜんにひゃくメートルリレーそう、英語: 4x800 metres relay）は、陸上競技のリレー走の一種。4人の走者が800mずつバトンを渡して走り、その順位と記録を競う。他に4×800m、3200mRなどの表記がある。
4×400mまでの第1走者と異なり、4×800mはスタンディングスタートを行う。レース前の第1走者はスタートライン後方に待機し、オン・ユア・マークスの指示でスタート姿勢を取り、発射音によりスタートする。
2021年現在、4×800mはオリンピック、世界選手権および世界リレーにおいて実施されていない。世界リレーでは2014年の第1回から2017年の第3回まで実施されていた。

## 記録
|          | 記録      | 名前                                                                          | 所属         | 場所         | 日付           |
| -------- | --------- | ----------------------------------------------------------------------------- | ------------ | ------------ | -------------- |
| 男子世界 | 7分02秒43 | Joseph Mutua, William Yiampoy, Ismael Kombich, ウィルフレッド・ブンゲイ       | ケニア       | ブリュッセル | 2006年8月25日  |
| 男子日本 | 7分20秒34 | 根本大輝, 瀬戸口大地, 林貴裕, 三武潤                                          | 日本選抜A    | 新潟         | 2019年10月19日 |
| 女子世界 | 7分50秒17 | ナデジダ・オリザレンコ, Lyubov Gurina, Lyudmila Borisova, Irina Podyalovskaya | ソビエト連邦 | モスクワ     | 1984年8月5日   |
| 女子日本 | 8分41秒46 | 卜部蘭, 広田有紀, 山田はな, 塩見綾乃                                          | 日本選抜A    | 新潟         | 2019年10月19日 |